# Batalla de Quipaipán
La batalla de Quipaipán va ser un enfrontament militar lliurat durant la Guerra Civil inca.

## Antecedents

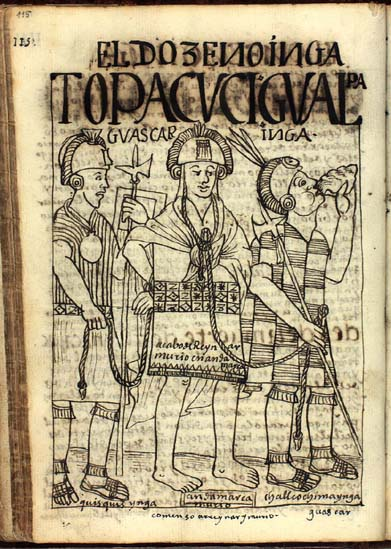
Huàscar conduït per Quizquiz i Chalcuchimac. Dibuix de Guamán Poma de Ayala.

Aconseguida la victòria a Mullihambat, els exèrcits de Quito es van fer amb Cajamarca, que van convertir en la seva base d'operacions. Fins allà es va traslladar Atahualpa mentre els seus generals Quizquiz i Chalcuchimac prosseguien la campanya cap al sud.
Les derrotes del Cuzco a Perú es van succeir, que Chalcuchímac va patir un revés temporal a Tavaray però que va fer creure a Huàscar que podia canviar la seva sort. Amb l'enemic a la vora de Cuzco, l'Inca va reorganitzar les seves forces en tres cossos: un era sota el seu comandament personal i va romandre a prop de la capital com a reserva, un altre ho dirigia Huanca Aunqui i havia de vigilar l'enemic fins a tenir l'oportunitat d'emboscar-lo, i un altre comandat per Uampa Yupanqui va marxar a la plana d'Huanacopampa, ja que en aquest punt els de Quito passaven el riu Cotabambas cap a l'oest. Fins aquest moment, tant Atahualpa com Huàscar s'havien mantingut en rereguarda o en les seves capitals, deixant la direcció de les operacions als seus generals.
Uampa Yupanqui va aconseguir derrotar els de Quito i els va obligar a travessar el riu de volta, però Huàscar no els va perseguir. Va preferir quedar-se en el seu campament i celebrar la victòria. A l'endemà va enviar el seu germà Topa Atao a seguir-los. Aquest va creuar el curs fluvial, va arribar a una fondalada o barranc profund i va decidir entrar perquè la seva missió era actuar com a avantguarda del seu Inca, però una vegada dins va ser atacat des dels vessants pels del nord, resultant massacrada la seva tropa.

## Batalla
Huàscar s'aproximava, sense haver establert comunicació amb Topa Atao però refiat del seu èxit. Va ser aleshores que Chalcuchímac va ordenar a Quizquiz desplaçar-se secretament amb 5.000 homes per aparèixer a la rereguarda. La maniobra va sortir a la perfecció i l'Inca va quedar atrapat a l'est del riu. Huàscar va ser capturat quan intentava fugir i la seva host es va dispersar en una torba de fugitius. Altres fonts diuen que ho van atacar mentre encara era en el seu campament.

## Conseqüències
Els de Quito van saquejar Cuzco i van destruir la mòmia de Túpac Yupanqui, qui els havia conquerit molts anys enrere. Després van assassinar els fills, germans i esposes de la família d'Huàscar. Atahualpa tenia tot el poder per a ell sol però no va poder gaudir de la victòria. Se'n va assabentar d'un grup d'espanyols sota el comandament de Francisco Pizarro i va decidir sortir al seu encontre amb 40.000 soldats, encara que només 6.000 servents desarmats l'acompanyaren quan es presentà i fou capturat. Aviat començaria la conquesta del Perú.
Segons l'historiador peruà Julio Rolando Villanueva Sotomayor, l'única batalla de la guerra va ser Quipaipán, que va succeir després de cinc anys de tensa pau. Els següents dos anys i mig Atahualpa els va passar sufocant revoltes, període en el qual Tumipampa va ser destruïda.